# Miss You (Jérémie Makiese-dal)
A Miss You (magyarul: Hiányzol) a belga Jérémie Makiese énekes dala, mellyel Belgiumot képviselte a 2022-es Eurovíziós Dalfesztiválon Torinóban. A dal belső kiválasztás során nyerte el a dalversenyen való indulás jogát.

## Eurovíziós Dalfesztivál
2021. szeptember 15-én a belga francia nyelvű közszolgálati televíziója (RTBF) bejelentette, hogy az énekes képviseli Belgiumot az Eurovíziós Dalfesztiválon. Érdekesség, hogy ő volt a dalverseny első hivatalosan megerősített előadója. Versenydalát 2022. március 10-én mutatták be.
A dalfesztivál előtt a Londonban, Amszterdamban és Madridban eurovíziós rendezvényeken népszerűsítette versenydalát.
Az Eurovíziós Dalfesztiválon a dalt először a május 12-én rendezett második elődöntőben adta elő fellépési sorrend szerint tizenhatodikként az Montenegrót képviselő Vladana Breathe című dala után és a Svédországot képviselő Cornelia Jakobs Hold Me Closer című dala előtt. Az elődöntőből nyolcadik helyezettként sikeresen továbbjutott a május 14-i döntőbe, ahol fellépési sorrendben tizenhatodikként lépett fel, az Azerbajdzsánt képviselő Nadir Rustamli Fade to Black című dala után és a Görögországot képviselő Amanda Georgiadi Tenfjord Die Together című dala előtt. A szavazás során a zsűrinél összesítésben a tizenharmadik helyen végzett 59 ponttal, míg a nézői szavazáson a huszonegyedik helyen végezett 5 ponttal, így összesítésben 64 ponttal a verseny tizenkilencedik helyezettje lett.
A következő belga induló Gustaph Because of You című dala volt a 2023-as Eurovíziós Dalfesztiválon.

## Dalszöveg
Am I gonna miss you? No

Promise I won't miss you, no

I'm gonna break through, no

I'll never hate you

I'll never chase you

Hiányolni foglak? Nem

Megígérem, nem foglak hiányolni, nem

Át fogok törni, nem

Sose foglak utálni

Sose foglak üldözni